# Campeonato Mundial de Ciclismo em Pista de 1958
O Campeonato Mundial UCI de Ciclismo em Pista de 1958 foi realizado em Paris, na França, entre os dias 8 e 13 de setembro. Foram disputadas seis provas masculinas, três de profissionais e três para amadores. Neste campeonato aconteceram as primeira provas femininas nas categorias velocidade e perseguição individual. 
As provas aconteceram no Estádio Parc des Princes.

## Sumário de medalhas

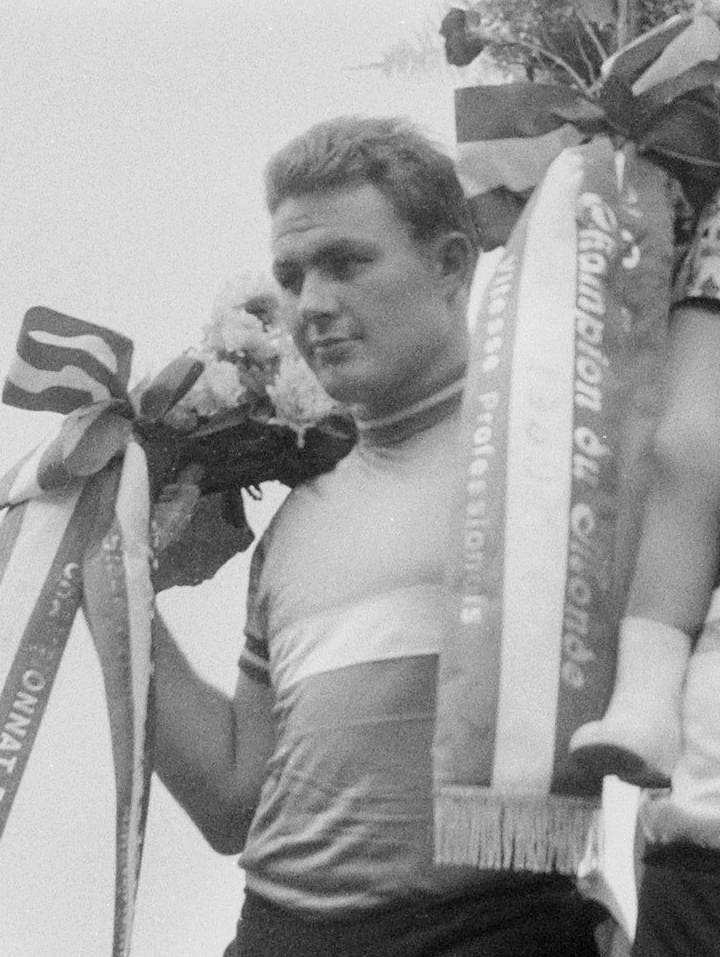
Michel Rousseau ciclista francês vencedor da prova de velocidade.

| Eventos profissionais masculinos |                                   |                                    |                                      |
| Velocidade individual            | Michel Rousseau · França          | Enzo Sacchi · Itália               | Antonio Maspes · Itália              |
| Perseguição individual           | Roger Rivière · França            | Leandro Faggin · Itália            | Franco Gandini · Itália              |
| Motor-paced                      | Walter Bucher · Suíça             | Guillermo Timoner · Spain          | Wouter Wagtmans · Países Baixos      |
| Eventos amadores masculinos      |                                   |                                    |                                      |
| Velocidade individual            | Valentino Gasparella · Itália     | Sante Gaiardoni · Itália           | Dick Ploog · Austrália               |
| Perseguição individual           | Norman Sheil · Reino Unido        | Philippe Gaudrillet · França       | Carlo Simonigh · Itália              |
| Motor-paced                      | Lothar Meister · East Germany     | Heinz Wahl · East Germany          | Arie Van Houwelingen · Países Baixos |
| Eventos femininos                |                                   |                                    |                                      |
| Velocidade individual            | Galina Ermolaeva · Soviet Union   | Valentina Maksimova · Soviet Union | Jean Dunn · Reino Unido              |
| Perseguição individual           | Lyudmila Kochetova · Soviet Union | Stella Bail · Reino Unido          | Kathleen Ray · Reino Unido           |

## Quadro de medalhas
| Ordem | País          | Medalha de ouro | Medalha de prata | Medalha de bronze | Total |
| ----- | ------------- | --------------- | ---------------- | ----------------- | ----- |
| 1     | França        | 2               | 1                | 0                 | 3     |
| 1     | Soviet Union  | 2               | 1                | 0                 | 3     |
| 3     | Itália        | 1               | 3                | 3                 | 7     |
| 4     | Reino Unido   | 1               | 1                | 2                 | 4     |
| 5     | East Germany  | 1               | 1                | 0                 | 2     |
| 6     | Suíça         | 1               | 0                | 0                 | 1     |
| 7     | Spain         | 0               | 1                | 0                 | 1     |
| 8     | Países Baixos | 0               | 0                | 2                 | 2     |
| 9     | Austrália     | 0               | 0                | 1                 | 1     |
|       | TOTAL         | 8               | 8                | 8                 | 24    |